# Стельницкий, Станислав Феликсович
Станислав Феликсович Стельницкий (1854—?) — русский военачальник, Генерал от инфантерии.

## Биография
Родился 1 декабря 1854 года в католической семье дворян Виленской губернии.
Образование получил в Псковской военной гимназии.
В военную службу вступил 7 июня 1871 года. Окончил Рижское пехотное юнкерское училище. Выпущен прапорщиком (ст. 19.12.1873) в 101-й пехотный Пермский полк.
Подпоручик (ст. 25.05.1874). Поручик (ст. 29.04.1876). Участник русско-турецкой войны 1877—1878.
Штабс-капитан (ст. 24.10.1877). Окончил Офицерскую стрелковую школу на «успешно».
Капитан (ст. 15.05.1887), командовал ротой и батальоном.
Подполковник (ст. 26.02.1893). Полковник (пр. 1901; ст. 17.10.1901; за отличие). Командир 11-го Семипалатинского резервного батальона (30.01.1902-1904) и 11-го Семипалатинского Сибирского пехотного полка (31.01.1904-07.09.1905).
Участник русско-японской войны 1904—1905. Командир 2-й бригады 3-й Сибирской пехотной дивизии (07.09.1905-08.03.1907). В 1905—1907 годах возглавлял Временное генерал-губернаторство Курганского, Тюменского и Челябинского уездов, располагался в Челябинске в доме В. М. Колбина (ныне ул. Труда 66).
Генерал-майор (пр. 1905; ст. 07.09.1905; за отличие). Командир 1-й бригады 32-й пехотной дивизии (08.03.-02.07.1907). Начальник 49-й пехотной резервной бригады (02.07.1907-08.06.1910) и 3-й Финляндской стрелковой бригады (с 08.06.1910), с которой и вступил в войну.
Генерал-лейтенант (пр. 03.05.1914; ст. 07.09.1909; по Георгиевскому статуту). Начальник 58-й пехотной дивизии (с 24.09.1914). Командир 39-го армейского корпуса (с 18.06.1915).
Генерал от инфантерии (пр. 13.01.1916; ст. 10.09.1915; за отличие в делах). Командовал Особой армией (14.09.-20.11.1917). Принял армию после провала выступления генерала Л. Г. Корнилова.
После Октябрьской революции, 13.11.1917 Луцкий ВРК при помощи вызванных им с фронта войск захватил власть в городе (здесь размещался штаб армии) и фактически отстранил Стельницкого от командования. 20 ноября 1917 года он официально покинул пост командующего.
Точных сведений о дальнейшей судьбе нет. Имеются данные, что Стельницкий состоял в армии Украинской Державы, где командовал 3-м Киевским корпусом, и в ноябре 1918 года, после объявления о присоединении корпуса к Добровольческой армии был уволен от должности гетманом П. П. Скоропадским.

## Награды
- Награждён орденами Св. Георгия 4-й степени (28 июля 1907) и 3-й степени (3 ноября 1915) — «Будучи начальником 58-й пехотной дивизии и лично предводительствуя войсками левого боевого участка постоянного отряда армии, блокировавшей крепость Перемышль, выдержал 6-го марта 1915 года удар гарнизона крепости, пытавшегося прорвать блокаду, нанес противнику поражение и взял в плен 84 офицера, 3107 нижних чинов».[2]
- Также был награждён орденами Св. Анны 3-й степени с мечами и бантом (1878); Св. Станислава 2-й степени с мечами (1878); Св. Анны 2-й степени (1889); Св. Владимира 4-й степени (1892); Св. Владимира 3-й степени с мечами (1904); Золотым оружием (ВП 12.05.1905); Св. Станислава 1-й степени (1908); Св. Анны 1-й степени (1913); мечи к ордену Св. Станислава 1-й степени (ВП 01.05.1915); Св. Владимира 2-й степени с мечами (1915); Белого Орла с мечами (ВП 23.07.1916).